# Manuel Tumba Ortega
Manuel Tumba Ortega fue un coronel de la Policía Nacional del Perú que fue asesinado por integrantes de Sendero Luminoso. Fue el responsable de presentar a Abimael Guzmán, líder de dicha agrupación subversiva, con el traje a rayas con el número 1509 tras su captura.

## Biografía
Nació en el distrito del Rímac. En 1960, ingresó a la Escuela de Investigadores de la Policía de Investigaciones del Perú (PIP), concluyendo sus estudios en 1963 con el grado de alférez. Posteriormente, cursó estudios sobre inteligencia y fue parte del Servicio de Inteligencia del Ejército (SIE). En 1979, fue el responsable de trasladar a Abimael Guzmán desde Ayacucho cuando fue capturado. Entre 1988 y 1989 fue destacada a Ayacucho y, a su retorno, fue designado como responsable del grupo operativo Delta de la DINCOTE. Ocupó dicho cargo hasta el año 1991. En enero de 1992, fue promovido al Estado Mayor de la DINCOTE, ejerciendo el cargo de Director Administrativo.
Tras la captura de Abimael Guzmán por el GEIN, Tumba Ortega fue el encargado de presentarlo ante la prensa con el traje a rayas y en el pecho el número 1509. Posteriormente, Ketín Vidal, líder de la DINCOTE en ese momento, le reveló a Guzmán entre susurros lo hecho por Tumba Ortega. La decisión de eliminar a Tumba Ortega fue tomada en represalia por la "humillación" hecha hacia Guzmán, encargándose del mando militar Iris Quiñónez Colchado, alias "Camarada Bertha", junto al "Camarada Jacinto". El 5 de noviembre de 1992, mientras Tumba Ortega se encontraba viendo los titulares en un puesto de periódicos, fue atacado por un comando de aniquilamiento senderista. En medio del ataque, Tumba Ortega intentó repeler el ataque hiriendo a uno de los atacantes. Falleció en el lugar producto de las heridas de bala.